# 하인리히 6세
하인리히 6세(Heinrich VI, 1165년 11월 ~ 1197년 9월 28일)은 독일 국왕이자, 신성로마제국의 황제(재위: 1190년 ~ 1197년)를 재위하였다. 아버지는 프리드리히 바르바로사였다. 1194년부터는 쿠스탄차 디 시칠리아와 결혼하여 시칠리아 왕을 겸직하였다. 1184년 에르푸르트 변소 사고에서 생존하고, 1197년 말라리아로 사망했다.